# الوارتیرانگارا
الوارتیرانگارا (به انگلیسی: Alwarthirunagar) یک منطقهٔ مسکونی در هند است که در تامیل نادو واقع شده‌است.